# Долла Саллех
Долла Саллех (малай. Dollah Salleh, нар. 10 жовтня 1963) — малайзійський футболіст, що грав на позиції нападника, а також тренер. Він добре відомий малайзійським уболівальникам як «Пабло Долла». Долла вважається одним із найбільш титулованих малайзійських футболістів, він також працював головним тренером національної збірної Малайзії.

## Кар'єра футболіста
Долла Саллех був одним із найкращих футболістів Малайзії 1980-х і 90-х років. Із забивним партнером Зайналом Абідіном Хассаном вони були для уболівальників найкращою парою нападників у країні. Долла вперше зіграв у малайзійській лізі в 1982 році. Тоді він грав за «Джохор», який грав у тогочасній напівпрофесійній лізі. У 1987 році футболіст перейшов до «Селангора», і після ери Хасана Сані та Джеймса Вонга в малайзійському футболі з'явилась нова пара нападників. Долла і Зайнал Абідін Хассан стали забивним дуетом як у «Селангорі», так і в національній збірній Малайзії. У 1991 році Долла залишив «Селангор», та перейшов до «Паханга», та разом із Зайналом і зіркою сінгапурського футболу Фанді Ахмадом, де вони створили «команду мрії», вигравши чемпіонат та Кубок Малайзії в 1992 році.
У складі національної збірної Долла виграв золоту медаль на Іграх Південно-Східної Азії 1989 року. Він також допоміг національній збірній виграти Кубок Мердека 1993 року, яка перемогла Південну Корею з рахунком 3–1. Долла також грав у першому чемпіонаті АСЕАН з футболу, де малайзійська збірна вийшла у фінал змагань, але програла Таїланду з рахунком 0–1. Долла також грав за національну збірну Малайзії з футзалу, та був у складі команди, яка брала участь у чемпіонаті світу з футзалу 1996 року в Іспанії. Футболіст завершив кар'єру гравця після закінчення сезону 1998 року в складі клубу «Негері-Сембілан». Загалом Долла провів за збірну Малайзії 81 матч, і забив 33 голи. Він також став прикладом для таких гравців, як Сафі Салі та Ел Джі Грін.

## Тренерська кар'єра
Долла розпочав свою тренерську кар'єру в клубі «Селангор МППДж» у 2003 році. У цьому ж році він разом із командою став володарем Кубка Малайзії, обігравши у фіналі клуб «Сабах» з рахунком 3–0. Пізніше у 2004 році під його керівництвом команда стала володарем Суперкубка Малайзії, а також переможцем Прем'єр-ліги Малайзії. У 2005 році клуб «Селангор» підписав із тренером довгострокову угоду. Того року Селангор виграв три трофеї: Прем'єр-лігу Малайзії, Кубок Футбольної асоціації Малайзії та Кубок Малайзії. Однак у сезоні 2005—2006 років «Селангор» не зміг зберегти свій поступ, оскільки не зміг виграти жодного трофею. Незважаючи на те, що «Селангор» не зміг виграти жодного трофею, клуб залишив Долла головним тренером на сезон 2006—2007 років. Сезон 2007—2008 ознаменувався відродженням «Селангора», коли команда пройшла до фіналу Кубка Футбольної асоціації Малайзії та Кубка Малайзії. Однак у двох фіналах вони програли клубу «Кедах» з однаковим рахунком. Ця невдача призвела до того, що керівництво клубу звільнило Доллу.
У сезоні 2009 Долла возз'єднався зі своїм старим партнером Зейналом. Цього разу вони були головним тренером та асистентом у клубі «Куантан Порт-Шахзан Муда». У середині сезону 2009 року Долла Саллех став головним тренером «Паханг», замінивши на цій посаді Таджуддіна Нура. Після того, як Долла успішно допоміг «Пахангу» виграти перший Кубок Малайзії за 21 рік, він став головним тренером клубу ПДРМ на сезон 2014 року в лізі другого рівня Малайзії. У своєму єдиному сезоні в цьому клубі він привів їх до перемоги у Прем'єр-лізі Малайзії 2014 року, та підвищення до Ліги Супер.
У червні 2014 року Долла Саллех був призначений головним тренером національної збірної Малайзії, та підписав контракт на 2 роки. Він привів Малайзію до другого місця на Чемпіонаті АСЕАН 2014 року. Однак він отримав велику порцію критики, оскільки був відповідальним за подвійну поразку з рахунком 0–6 від Палестини та Оману, і також за те, що команда не змогла набрати 3 очки проти Східного Тимору, Бангладеш і Гонконгу, а також поразки від Таджикистану та Сирії, які вважались командами такого ж рівня, що й Малайзія в 2014 році. У вересні 2015 року його спіткала подібна доля, як Отто Рехагеля (поразка 12–0), Аджі Сантосо (поразка 10–0) і Луїса Феліпе Сколарі (поразка 1–7), коли при ньому відбулась рекордна поразка національної збірної з рахункои 0–10 від збірної ОАЕ. Пізніше це призвело до його відставки з посади головного тренера збірної.

## Титули і досягнення

### Як гравця
- Чемпіон Малайзії (4):

«Селангор»: 1989, 1990
«Паханг»: 1992, 1995
- Володар Кубка Малайзії (2):

«Джохор Дарул Тазім»: 1985
«Паханг»: 1992
- Володар Суперкубка Малайзії (5):

«Джохор Дарул Тазім»: 1986
«Селангор»: 1987, 1990
«Паханг»: 1992, 1993
- Чемпіон Ігор Південно-Східної Азії: 1989
- Переможець Кубка Мердека: 1986, 1993

### Як тренера
- Чемпіон Малайзії (3):

«Селангор МППДж»: 2004
«Селангор»: 2005
ПДРМ: 2014
- Володар Кубка Малайзії (3):

«Селангор МППДж»: 2003
«Селангор»: 2005
«Паханг»: 2018
- Володар Кубка Футбольної асоціації Малайзії (2):

«Селангор»: 2005
«Паханг»: 2018
- Володар Суперкубка Малайзії (1):

«Селангор МППДж»: 2004